# Đan Đông

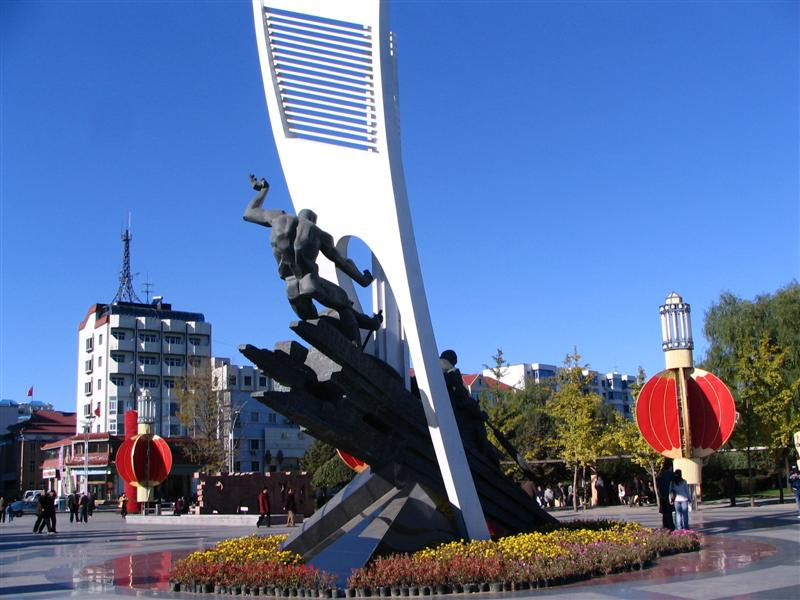
Tượng đài tại Đan Đông

Đan Đông (giản thể: 丹东; phồn thể: 丹東; bính âm: Dāndōng) là một thành phố thuộc tỉnh Liêu Ninh,Trung Quốc. Thành phố này nằm sát biên giới với Cộng hòa Dân chủ Nhân dân Triều Tiên, cách con sông Áp Lục nơi cửa sông đổ ra vịnh Triều Tiên. Đan Đông có diện tích hành chính 14.910 km², riêng nội thành là 563 km²; dân số nội thành là 643.000, nếu tính cả vùng ngoại thành là 2,4 triệu (2001).

## Các địa danh nổi tiếng
Bên kia thành phố Đan Đông là thành phố Sinuiju (신의주), Triều Tiên. Hai thành phố được nối với nhau bằng cầu hữu nghị Trung-Triều. Một điểm nổi tiếng khác là Trường thành Hổ Sơn, đánh dấu điểm đầu tiên đoạn kéo dài về phía đông của Vạn Lý Trường Thành thời nhà Minh. Đan Đông cũng có Bảo tàng chống Mỹ xâm lược và trợ giúp Triều Tiên và núi Jingjiang - công viên lớn nhất thành phố.

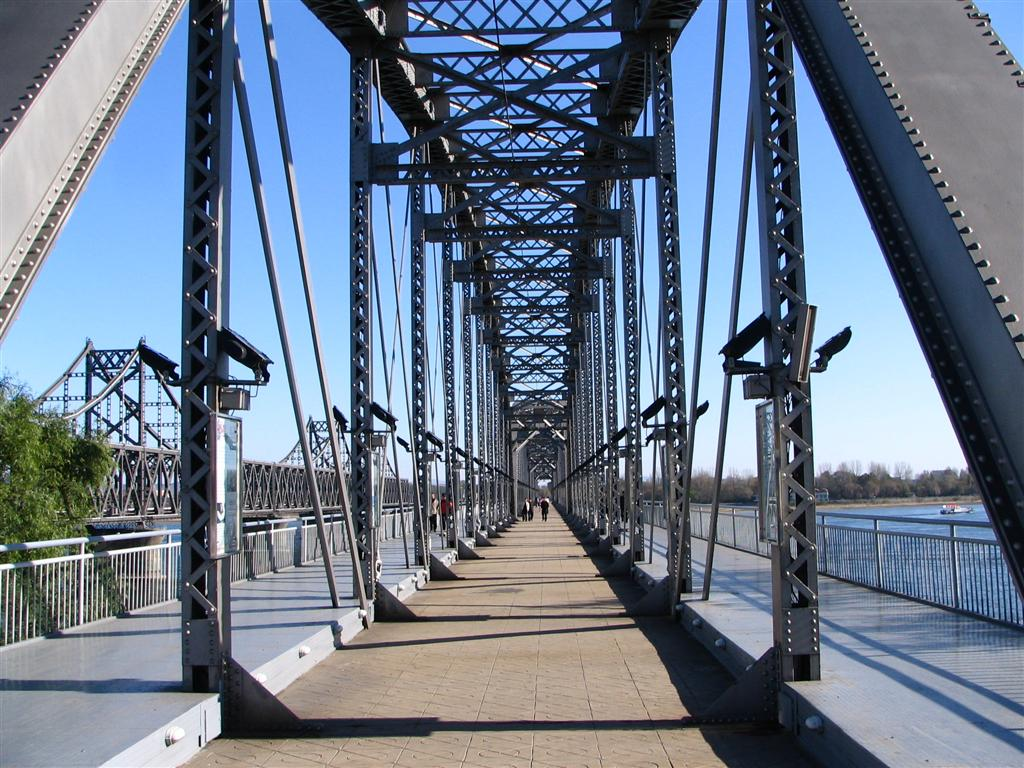
Cầu cũ bị quân đội Hoa Kỳ ném bom trong chiến tranh Triều Tiên

## Lịch sử
Các hiện vật cho thấy khu vực này đã có người ở từ thời nhà Chu. Khu vực này trở thành huyện An Đông (安東) năm 1876. An Đông, có nghĩa là dẹp yên phía Đông, phản ánh quyền lực của Trung Hoa lên Triều Tiên vào thời đó. Thành phố này bị Nhật Bản chiếm đóng sau cuộc chiến tranh Trung Nhật thứ nhất năm 1894. Trong thời kỳ Mãn Châu Quốc đây là thủ phủ của tỉnh An Đông - một trong 14 tỉnh do Mãn Châu Quốc thiết lập. Ngày 20/1/1965, thành phố được đặt tên như ngày nay.

## Phân chia hành chính
Đan Đông chia ra thành 3 khu (quận) nội thành, 2 thành phố cấp huyện và 1 huyện tự trị:
- Khu:
  - Chấn Hưng
  - Nguyên Bảo
  - Chấn An
- Thành phố cấp huyện:
  - Phượng Thành
  - Đông Cảng
- Huyện tự trị:
  - Huyện tự trị dân tộc Mãn Khoan Điện.

## Các thành phố kết nghĩa
- Doncaster, Vương quốc Liên hiệp Anh và Bắc Ireland - (1988)
- Wilmington, Bắc Carolina, Hoa Kỳ - (1986)